# Pietro Giovanni Cybo Clavica
Pietro Giovanni Cybo Clavica (Genova, 1480 o 1481 – Genova, 19 settembre 1559) fu il 60º doge della Repubblica di Genova.

## Biografia
Approssimative e scarne le notizie biografiche sulla figura di Pietro Giovanni Cybo Clavica. Nato forse a Genova nel 1480 o 1481 ed iscritto all'Albergo della nobile famiglia Cybo (o Cibo), ricoprì la professione di notaio e diverse cariche pubbliche statali come governatore della Repubblica e padre del Comune.
Fu eletto al titolo dogale il 4 gennaio 1557, la quindicesima in successione biennale e il sessantesimo nella storia repubblicana.
Le vicende storiche del suo dogato attestano che dai primi giorni dell'ufficiale investitura alla massima carica repubblicana si occupò di politica estera in una fase importante e critica per Genova e la sua repubblica. Lo stato genovese era infatti in preda alle sempre più frequenti incursioni dei pirati saraceni lungo la costa, a cui si aggiunse una pressante carestia alla quale si dovette far fronte cercando di importare nuovi approvvigionamenti di grano dai fiorenti traffici commerciali e dalle comunità genovesi sparse nel sud Italia (Napoli, Puglia e Sicilia per lo più). Nelle questioni economiche e commerciali avviò trattative e scambi, inimicandosi con i Francesi, inviando ambasciatori genovesi nel levante e nel medio oriente.
Durante il suo mandato biennale inviò nel Marchesato di Finale, in soccorso alle popolazioni locali, un esercito per contrastare il potere del marchese Alfonso II Del Carretto che, asserragliato dai Genovesi all'interno del castel Gavone, cedette poi il piccolo stato del ponente ligure nelle mani dell'ammiraglio Andrea Doria.
A quanto si legge sul sepolcro fatto apprestare da suo figlio Francesco e posto nella cattedrale di San Lorenzo, morì il 19 settembre 1559, pochi mesi dopo il termine del suo dogato:
PETRO IO(HANNI) CLAVICAE B(ARTHOLOMAEI) F(ILIO) PATRITIO
GEN(VENSI) QVI OMNIBVS MAGISTRATIBVS
INTEGERRIME FVNCTVS DVX
POSTREMO REM P(VBLICAM) PARI VIRTVTE
ADMINISTRAVIT FRANC(ISCV)S FILIVS
PAREN(TI) OP(TIMO) P(OSVIT)
VIXIT AN(NOS) LXXVII OBIIT ANNO SALVTIS N(OST)RAE MDLVIIII TER(TIA) DEC(IMA)
CAL(ENDAS) OCT(OBR)IS.
L'iscrizione fu però mal letta da Luigi Maria Levati che la trascrisse nella sua opera sui dogi biennali di Genova con l'anno 1558, anziché 1559 (MDLVIIII) e, omettendo totalmente l'ultima riga, interpretò il giorno di morte come "tertia Decembris". L'errata data di morte del 3 dicembre 1558 è stata successivamente ripresa senza mai metterla in dubbio, nonostante l'iscrizione sia ancora oggi presente  in cattedrale.